# قلعه امیریه
قلعه امیریه، روستایی از توابع بخش مرکزی شهرستان خمینی‌شهر در استان اصفهان ایران است.

## جمعیت
این روستا در دهستان ماربین وسطی قرار دارد و براساس سرشماری مرکز آمار ایران در سال ۱۳۸۵، جمعیت آن ۱٬۲۳۲ نفر (۳۳۸خانوار) بوده‌است.